# Métamorphoses, Tome I
Albums de Plume Latraverse
L'aventure de Waï-Waï le castor canadien Autopsie canalisée
Métamorphoses, Tome 1 est un album de Plume Latraverse, sorti en 1982.

## Liste des titres
| No  | Titre                                    | Durée |
| --- | ---------------------------------------- | ----- |
| 1.  | L'Histoire de l'Histoire                 |       |
| 2.  | Babine et Babin                          |       |
| 3.  | Le Fermier Jean                          |       |
| 4.  | Le Souff' du Yâb' (Printemps clin d'œil) |       |
| 5.  | Les Humains                              |       |
| 6.  | Minuit, chambre 8                        |       |
| 7.  | La Fête du mort                          |       |
| 8.  | Tête fromagée                            |       |
| 9.  | Faux dur (...et trouble-fête)            |       |
| 10. | Vivre dans une valise                    |       |
| 11. | Valse cliché                             |       |
| 12. | Ça prend d'l'action!                     |       |
| 13. | Les Mauvais Compagnons                   |       |
| 14. | Sortie des artistes                      |       |
| 15. | Métamorphose                             |       |